# Stichting No Guts No Glory
No Guts No Glory is een Nederlandse stichting die zich inzet om bijzondere belevenissen en wensen mogelijk te maken voor mensen met kanker en hun mantelzorgers. Dat gebeurt samen met vrijwilligers, donateurs, en professionele hulp.
De Stichting No Guts No Glory is in 2010 opgericht door Sander Gerritsen. Hij is zelf op 13 juli 2011 overleden aan kanker, waarna zijn zus Ellen de stichting voortzette. Tot eind 2019 richtte de stichting zich op het geven van vergoedingen aan kankerpatiënten voor behandelingen die niet door de zorgverzekeraar werden betaald. Vanaf 2020 zet de stichting zich in voor activiteiten voor patiënten, waarbij muziek meestal een hoofdrol speelt.
De stichting leeft van donaties van particulieren en bedrijven, en ontvangt geen geld van de overheid. De stichting is erkend als algemeen nut beogende instelling en is CBF-erkend.
Michiel Veenstra, Huub Smit en Raven van Dorst fungeren als ambassadeurs.